# Aleksis Kivi-priset
Aleksis Kivi-priset (finska: Aleksis Kiven palkinto) är ett finländskt litteraturpris som delas ut sedan 1936 till minne om finländska författaren Aleksis Kivi. Från början delades priset ut årligen men från 1968 blev det vartannat år och från 1978 ökades tiden till tre år. 2005 låg prissumman på 14 700 euro.

## Pristagare[1]
- 1936 – Otto Manninen
- 1937 – F.E. Sillanpää
- 1938 – Maria Jotuni
- 1939 – Kaarlo Sarkia och V.A. Koskenniemi
- 1940 – Maila Talvio
- 1941 – Larin Kyösti
- 1942 – Aino Kallas
- 1943 – Martti Merenmaa
- 1944 – L. Onerva
- 1945 – Toivo Pekkanen
- 1946 – Aaro Hellaakoski
- 1947 – Mika Waltari
- 1948 – Einari Vuorela
- 1949 – Viljo Kojo
- 1950 – Ilmari Kianto
- 1951 – Heikki Toppila
- 1952 – Yrjö Jylhä
- 1953 – Lauri Viljanen
- 1954 – P. Mustapää
- 1955 – Aale Tynni
- 1956 – Lauri Viita
- 1957 – Lauri Pohjanpää
- 1958 – Helvi Hämäläinen
- 1959 – Viljo Kajava
- 1960 – Väinö Linna
- 1961 – Eeva-Liisa Manner
- 1962 – Juha Mannerkorpi
- 1963 – Matti Hälli
- 1964 – Arvo Turtiainen
- 1965 – Eila Pennanen
- 1966 – Paavo Haavikko
- 1967 – Eeva Joenpelto
- 1968 – Elina Vaara
- 1970 – Veikko Huovinen
- 1972 – Veijo Meri
- 1974 – Pentti Saarikoski
- 1976 – Tuomas Anhava
- 1978 – Antti Hyry
- 1981 – Eila Kivikk’aho
- 1984 – Eino Säisä
- 1987 – Sirkka Selja
- 1990 – Hannu Salama
- 1993 – Kerttu-Kaarina Suosalmi
- 1996 – Erno Paasilinna
- 1999 – Martti Joenpolvi
- 2002 – Aila Meriluoto
- 2005 – Sirkka Turkka
- 2009 – Antti Tuuri
- 2012 – Kirsi Kunnas[2]
- 2013 – Leena Krohn[3]
- 2016 – Pirkko Saisio[4]
- 2017 – Eeva Kilpi[5]
- 2020 – Helena Sinervo[6]
- 2023 – Rosa Liksom[7]